# Bertus ten Caat
Bertus ten Caat (Hollandscheveld, 10 februari 1952) is een Nederlandse freelance columnist, publicist en muzikant. Hij is medeoprichter van de Hollandscheveldse band NO NAME. In het dagelijkse bestaan is Ten Caat zelfstandig ambachtelijk meubelstoffeerder.

## Muziek
De band "No Name" ontstond in 1969 nadat de bands "the Great Discovery", "The Frogs" en "Reaction" achtereenvolgens waren gestopt... Bertus ten Caat en André Damming zetten door en vormden samen met Gerard Damming en Ally Benjamins "No Name". In 2009 is "No Name" nog steeds volop actief en maken onder andere twee dochters en een zoon van Ten Caat deel uit van de band. De band richt zich momenteel steeds meer op eigen werk. Er worden behalve Engelstalige- ook Drents- en Nederlandstalige nummers opgenomen. De meeste nieuwe liedjes zijn geschreven door gitarist-zanger Fake ten Caat. Op 19-07-2014 bestond "No Name" 45 jaar. Hierna zou het klaar zijn. De band ging stoppen, maar in oktober 2019 trad de band weer op in De Tamboer te Hoogeveen (plaats) met een speciale jubileumshow. De reacties waren zo positief, dat werd besloten in februari 2020 een reprise te geven in Nieuwlande (Drenthe).

## Schrijver
Ten Caat begon in de jaren '70 van de 20e eeuw met het uitzoeken van zijn familiegeschiedenis. Hij kwam hierdoor in contact met hoofdredacteur Lammert Huizing van de Hoogeveensche Courant, die hem stimuleerde tot het schrijven van artikelen voor de krant. Dat leidde onder meer tot het schrijven van columns onder het pseudoniem Piet Schilleboer.

### Radio
De column van Piet Schilleboer werd begin jaren 80 ook uitgezonden door Radio Hoogeveen, het lokale radiostation. In 1991 kreeg Piet Schilleboer een wekelijkse column op Radio Drenthe. Die werd bijna tien jaar lang elke week uitgezonden en veel beluisterd. Daarna deed Ten Caat reportagewerk voor Radio Drenthe, onder andere tijdens de TT-week, en maakte hij televisiereportages voor het programma "De Trektocht".

## Lokale geschiedschrijving
Bertus ten Caat heeft vanaf 1974 op allerlei manieren de geschiedenis van het dorp Hollandscheveld vastgelegd, onder andere op foto, film, dia en video. Als hoofd-/eindredacteur van d'Ollansevelder, de dorpskrant, was hij bijna 25 jaar lang promotor van dorpse activiteiten. In 1976-77 was Bertus ten Caat een van de oprichters van de Hollandscheveldse activiteitencommissie 't Oekie.

## Publicaties
- Van Vonders en wiek'n, nostalgische foto's van Hollandscheveld en haar bewoners - fotoboek, voorzien van herinneringen en verhalen van Hollandschevelders (1986).
- De opstand der braven - beschrijving van de boerenopstand tegen het Landbouwschap die in 1963 in Hollandscheveld plaatsvond (1994).
- Jaarlijkse fotokalender met nostalgische foto's van Hollandscheveld uit de verzameling van Bertus ten Caat, uitgegeven door de activiteitencommissie 't Oekie.
- Waor is't hunebedde - satirische cursus DDT (Dagelijkse Drentse Taal) voor toeristen, Drentheniers en Dagjesmensen (1999; de cursus werd eerder als radiocolumn uitgezonden op radio Drenthe in de zomercolumn van Piet Schilleboer).

- International Standard Name Identifier: 0000 0000 3216 3462
- Nederlandse Thesaurus van Auteursnamen: 123749360
- Virtual International Authority File: 75559939